# Comté de Holt (Nebraska)
Pour les articles homonymes, voir Comté de Holt.
Le comté de Holt est un comté de l'État du Nebraska, aux États-Unis. Son siège est la ville d'O'Neill.